# Biofizică
Biofizica este știința care se ocupă cu aplicarea diferitelor principii și metode ale fizicii în fenomenele și procesele biologice și în cadrul organismelor vii. Termenul de biofizică a fost introdus de Karl Pearson în 1892.
Biofizica explică procese precum transmiterea impulsurilor bioelectrice în neuroni, contracția musculară, transport membranar.

## Mari biofizicieni
- Selig Hecht
- Walter Gilbert
- Willhelm Reich
- William Duane
- Alain Lloid Hodgkin
- George Emil Palade

## Ramuri ale biofizicii
- Biofizică fiziologică
- Biofizică experimentală
- Neurobiofizică
- Biofizică celulară
- Biofizică moleculară
- Biofizică matematică / Biofizică teoretică
- Biofizică nucleară și radiologică